# Raymond Lasserre
Pour les articles homonymes, voir Lasserre.
Raymond Lasserre, né le 8 décembre 1922 à Outrebois et mort pour la France le 26 juin 1944 à Naples, est un militaire et résistant français, Compagnon de la Libération. Au début de la Seconde Guerre mondiale, il choisit de s'engager dans les forces françaises libres et combat en Afrique et en Italie où il est tué par l'explosion d'une mine.

## Biographie

### Jeunesse
Raymond Lasserre naît le 8 décembre 1922 à Outrebois, dans la Somme, d'un père chauffeur automobile. Il effectue ses études au lycée Louis-Thuillier d'Amiens.

### Seconde Guerre mondiale
Trop jeune pour être mobilisé en 1939, il n'accepte pas l'armistice du 22 juin 1940 et décide de se rallier à la France libre. Engagé le 1er juillet 1940 dans les forces françaises libres, il est affecté à la 1re compagnie du génie de la brigade française libre d'Orient et participe à la campagne d'Érythrée. Il est ensuite engagé dans la guerre du désert en Libye et combat lors de la bataille de Bir Hakeim. En avril 1943, il est promu sergent puis, avec la 1re division française libre, participe à la campagne de Tunisie. Cité à l'ordre de la brigade le 3 octobre 1943 pour ses actions en Tunisie, il est dans le même temps promu aspirant.
En mai 1944, Raymond Lasserre prend part à la campagne d'Italie où il est chargé d'opérations de minage et de déminage. Le 22 mai, à Pontecorvo, il est grièvement blessé alors qu'il est occupé à miner un terrain. Transporté à l'hôpital de Bagnoli à Naples, Raymond Lasserre meurt de ses blessures le 26 juin 1944. D'abord inhumé à Naples, il est plus tard rapatrié et réinhumé à Beauquesne dans son département natal.

## Décorations
|  |  |  |
|  |  |  |

| Chevalier de la Légion d'honneur | Chevalier de la Légion d'honneur | Chevalier de la Légion d'honneur | Compagnon de la Libération À titre posthume, par décret du 20 novembre 1944         | Compagnon de la Libération À titre posthume, par décret du 20 novembre 1944         | Compagnon de la Libération À titre posthume, par décret du 20 novembre 1944         | Croix de guerre 1939-1945 Avec une palme et une étoile de bronze | Croix de guerre 1939-1945 Avec une palme et une étoile de bronze | Croix de guerre 1939-1945 Avec une palme et une étoile de bronze |
| Médaille des blessés de guerre   | Médaille des blessés de guerre   | Médaille des blessés de guerre   | Médaille coloniale Avec agrafes "Érythrée", "Libye", "Bir Hakeim 1942" et "Tunisie" | Médaille coloniale Avec agrafes "Érythrée", "Libye", "Bir Hakeim 1942" et "Tunisie" | Médaille coloniale Avec agrafes "Érythrée", "Libye", "Bir Hakeim 1942" et "Tunisie" | Médaille commémorative française de la guerre 1939-1945          | Médaille commémorative française de la guerre 1939-1945          | Médaille commémorative française de la guerre 1939-1945          |

### Hommages
- À Beauquesne, son nom est inscrit sur le monument aux Morts de la commune[6].
- À Amiens, au lycée Louis-Thuillier, son nom figure sur un monument érigé en hommages aux anciens élèves morts pour la France[3].